# Anne Iversen
Anne Iversen, egl. Annemarie Rønnov Iversen, gift Knudsen (født 12. august 1923 i Gentofte, død 6. juli 2015) var den første danske atletikkvinde af international klasse: EM-bronzemedalje i højdespring 1946 og nr. 4 i 1950, tillige med finalepladser i andre discipliner.
Anne Iversen startede som medlem af Søborg IF og fra 1947 Klampenborg IK, til hun stoppede sin atletikkarriere i 1951. Ved EM 1946 i Oslo vandt Anne Iversen bronzemedaljen i højdespring med 1,57meter (DR) i og blev nummer fire på 80 meter hæk med 12,3 sek. samt nummer fem i længdespring med 5,25 m.
Bronzemedaljen var den første medalje til en dansk atletikvinde ved et stort mesterskab. Iversen var næstbedst af fem springere, der alle klarede 1,57, deriblandt sølvvinderen (guldet blev vundet med 1,60). 'Fanny' Blankers-Koen, Holland, der havde ER med 1,71, var tidligere på dagen faldet i et 100m heat og blev nr. 4 i højdespring. Ved OL 1948 i London blev Iversen nr. 9 i højdespring med 1,50.
Ved EM 1950 i Bruxelles blev hun nr. 4 med 1,60.
Hun satte fire danske højdespringsrekorder i karrieren (1,56, 1,57, 1,61 og 1,62. På et tidspunkt var hun indehaver af den nordiske rekord i disciplinen.
Hun vandt 20 danske mesterskaber, fordelt i højdespring (7), længdespring (4), 80 meter hæk (3), trekamp (3) og ottekamp (3).
Anne Iversen var uddannet som folkeskolelærer fra Zahles Seminarium og fungerede i en årrække som lærer i Frederiksberg Kommune. Hun blev gift med sin kollega på Lindevangskolen, Holger Knudsen, senere skoledirektør i Ballerup-Måløv kommune og direktør for Undervisningsministeriets folkeskoleafdeling. Deres søn Torben Knudsen blev landsholdsspiller i basketball og er blandt de mest vindende spillere i den hjemlige liga gennem tiden med 11 medaljer, deraf 4 DM-guld, for Falcon.

## Internationale mesterskaber
- 1950 EM Højdespring nummer 4 med 1,60 m.
- 1948 OL Højdespring nummer 9 1,50
- 1946 EM Højdespring  Bronze 1,57 (DR)
- 1946 EM 80 meter hæk nummer 4 i 12,3 sek.
- 1946 EM Længdespring nummer 5 5,25 m.

## Danske mesterskaber
- Guld 1951 Højdespring 1,55
- Guld 1950 Højdespring 1,55
- Guld 1948 Højdespring 1,55
- Guld 1948 Længdespring 5,21
- Sølv 1948 80 meter hæk 12.5
- Guld 1947 80 meter hæk 12.1
- Guld 1947 Højdespring 1,55
- Guld 1947 Længdespring 5,09
- Guld 1947 Trekamp 1300 point
- Guld 1947 Ottekamp
- Guld 1946 80 meter hæk 12.8
- Guld 1946 Højdespring 1,50
- Guld 1946 Længdespring 5,31
- Guld 1946 Trekamp 1114
- Guld 1946 Ottekamp
- Guld 1945 80 meter hæk 12.5
- Guld 1945 Højdespring 1,50
- Guld 1945 Længdespring 5,01
- Guld 1945 Trekamp 1310
- Guld 1945 Ottekamp
- Guld 1944 Højdespring 1,53
- Sølv 1944 80 meter hæk 12.9
- Sølv 1944 Længdespring 5,12

## Personlig rekord
- Højdespring: 1.62 1950